# Terry Gilkyson
Hamilton H. "Terry" Gilkyson III (Phoenixville, 17 de junho de 1916 — Austin, 15 de outubro de 1999) foi um cantor e compositor norte-americano do gênero folk.

## Biografia
Gilkyson nasceu em Phoenixville, Pensilvânia e se formou no colégio de St. George em 1935. Por volta dos seus vinte anos de idade, ele passou a trabalhar em um rancho na cidade de Tucson, Arizona, onde em seguida, serviu o exército durante a Segunda Guerra Mundial. Em 1947, casou-se com Jane Gilkyson e se mudou para a Califórnia onde deu início e seguimento em sua carreira como cantor folk.
Ele escreveu e gravou "The Cry of the Wild Goose" e "Tell Me a Story", que se tornaram hits de sucesso para o cantor e compositor norte-americano Frankie Laine, em 1950 e 1953, respectivamente. Em 1951 Gilkyson compôs trilhas sonoras para o filme de faroeste Slaughter Trail que, como em High Noon, continha baladas que se associavam às cenas ao longo do filme. Ele também foi destaque vocal nos hits do quarteto americano The Weavers que atingiram o topo das paradas, "On Top Of Old Smokey" e "Across The Wide Missouri". Em 1956, Terry Gilkyson apareceu cantando em "Star in the Dust" junto de John Agar, Mamie Van Doren, e Richard Boone.
Ainda no mesmo ano, ele formou seu próprio grupo de folk, chamado The Easy Riders, cujos integrantes eram Richard Dehr e Frank Miller. O grupo teve um grande sucesso com a canção autoral "Marianne", vendendo mais de um milhão de cópias e garantindo ao trio um disco de ouro. Além desta, o trio também gravou "Memories Are Made of This", que se tornou uma canção popular cantada por Dean Martin. Uma adaptação da canção se tornou um hino para refugiados da Revolução Húngara de 1956.
Nos anos de 1960, ele largou seu grupo para trabalhar para a Walt Disney Studios, compondo canções para filmes e séries de televisão como O Maravilhoso Mundo de Disney, especialmente "The Scarecrow of Romney Marsh". Em 1968, ele foi nomeado ao Oscar por "The Bare Necessities", de 1967, presente na animação The Jungle Book (Mogli - O Menino Lobo no Brasil e O Livro da Selva em Portugal).
Terry Gilkyson morreu em Austin, no Texas, enquanto visitava sua família. O enterro foi em Phoenixville, sua cidade natal.

## Filmografia
- Slaughter Trail (1951)